# Gran Guerra Irmandiña
La Gran Guerra Irmandiña (en referencia a las milicias urbanas denominadas hermandades) fue una revuelta social que tuvo lugar en Galicia entre 1467 y 1469, y fue posiblemente la mayor revuelta europea de todo el siglo XV. Comenzó en primavera de 1467 en Galicia, en una situación de conflicto social (hambre, epidemias y abusos por parte de la nobleza gallega) y político (guerra civil en Castilla). La Santa Hermandad, surgida y justificada por tal situación, se tornó en una revuelta cómo reacción a un sentimiento acumulado de agravio por los males y daños que el pueblo recibía de los nobles de las fortalezas.

## Precedentes
La gran guerra irmandiña de 1467 estuvo precedida de múltiples revueltas en ciertas zonas y localidades. Según algunos historiadores, como el profesor Barros Guimeráns, la primera revuelta organizada cómo Hermandad en la Baja Edad Media gallega es la de 1418-1422 en Santiago de Compostela.
La Hermandad Fusquenlla tuvo lugar en 1431, con Roi Xordo al frente, en las tierras de los Andrade. Surgió más tarde, en 1451, la "primera hermandad" en las rías de Pontevedra y Arosa. Después surgieron las hermandades de La Coruña y Betanzos, seguidas de las de Santiago de Compostela, Muros y Noya de 1458.

## Desencadenamientos

### Situación de crisis social

#### Agresividad de los señores

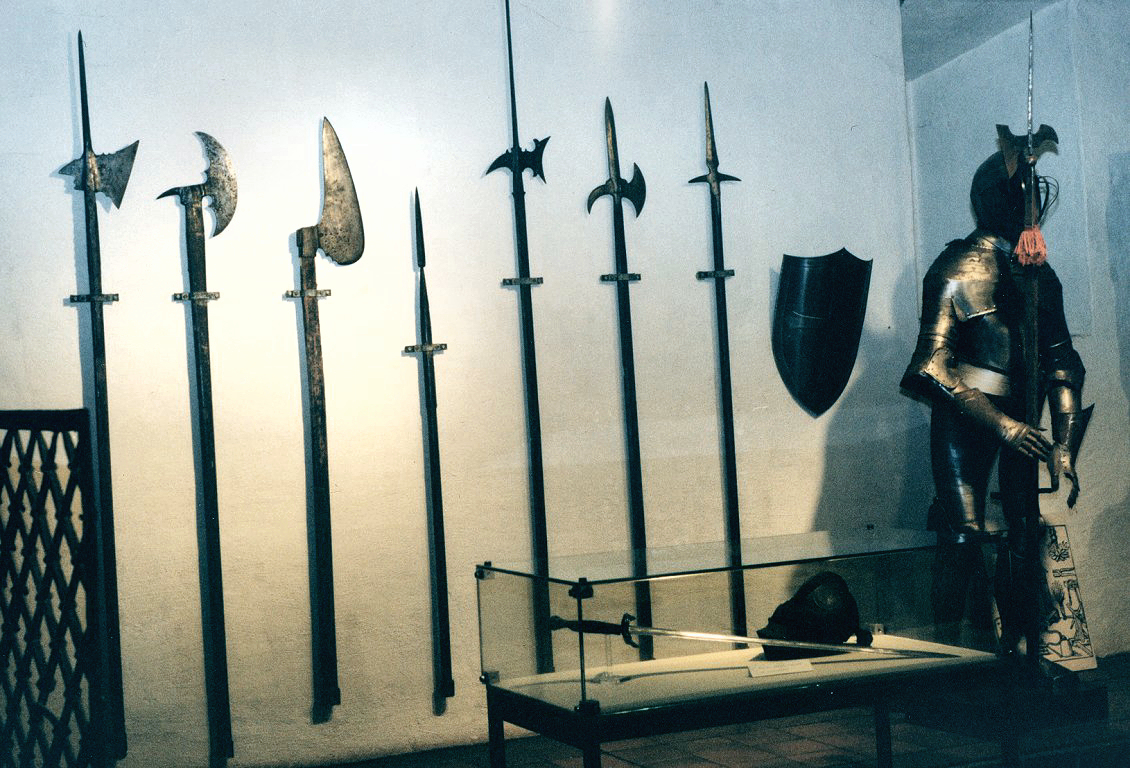
Armadura y armas de los caballeros, generalmente ofrecidas por el señor en la Investidura.

La nobleza gallega vivía un siglo XV de conflictos y confrontación internas. A la intranquilidad generada por tal serie de conflictos se sumaban los efectos negativos de la epidemia de 1466, así como anteriormente la peste y las malas cosechas, que provocaron además una caída de rentas de la nobleza, lo que derivó en una actitud recaudadora agresiva para contrarrestar esta disminución.
Entre las víctimas de la nueva nobleza se encontraba también el clero. Incluso parte del patrimonio y señoríos de monasterios y catedrales estaban ocupados o encomendados en 1467. De hecho la Hermandad devolvió a la iglesia muchos de los bienes usurpados por la nobleza laica.

#### Los vasallos frente a las fortificaciones, refugios de malhechores
Existía, por tanto, un sentimiento acumulado de agravio, por los males y daños que las villas y la gente recibían de las fortalezas (percibidas cómo refugios de malhechores), tanto de señores y caballeros como de prelados, como indican las testigos del Pleito Tabera - Fonseca: 

Danos robos e males. Robo de ombres, personas y en sus vienes, robandoles sus bois y bestias y que les forçaban sus mugeres e fijas e que muchos de los dichos danos se azían ansi de las gentes que en sus casas como en la de las fortalezas.

Por eso la hermandad se focalizó en la demolición de sus refugios, las fortalezas.
La estos determinantes componentes emotivos se sumaban las segundas intenciones de emancipación de la vasallaje y la liberación de pago de rentas del señor; terminar con el sistema de fortificaciones construidas entre los siglos X y XV.

### Situación de crisis política
Otro agravante era la debilidad del Estado medieval que tenía lugar en toda Europa, lo que con frecuencia llevaba la que el rey se apoyara en las ciudades y villas para frenar la nobleza feudal. En la corona de Castilla era especialmente cierto por el enfrentamiento, en la década de los sesenta, del infante D. Alfonso con Enrique IV, con el correspondiente vacío de poder.

#### Posición de la nobleza gallega en el conflicto entre D. Enrique y D. Alfonso

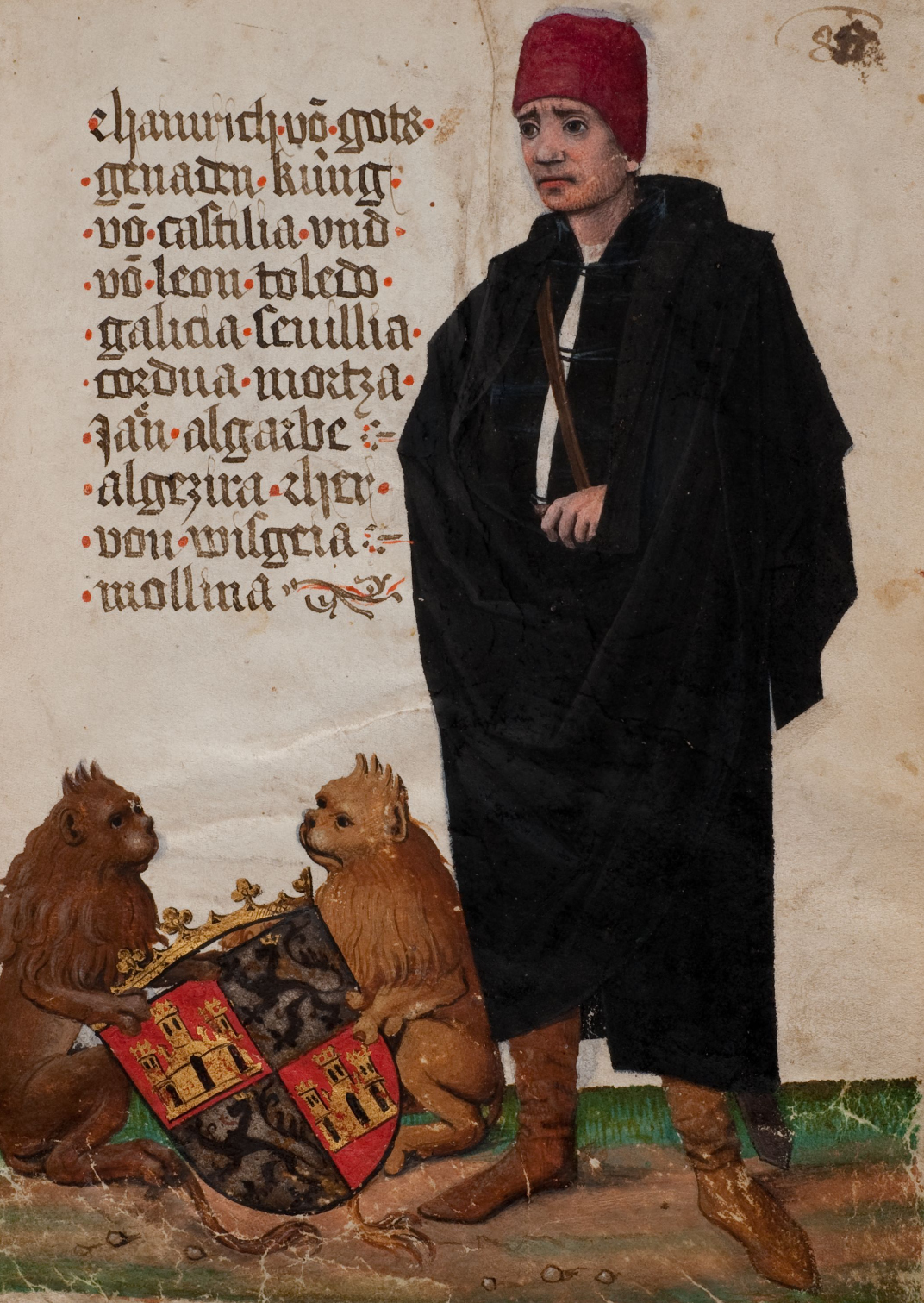
Enrique IV de Castilla autorizó la Santa Hermandad.

La actitud de toda la nobleza gallega frente al conflicto entre Enrique IV de Castilla y Alfonso no está aún totalmente clarificada. Entre los fieles a Enrique IV se situaron Alvar Pérez Osorio (conde de Trastámara), y algunos de sus parientes próximos, como Lope Sánchez de Moscoso o Gómez Pérez de las Mariñas I. Morais Muñiz cree que entre los partidarios de Alfonso figuraban los condes de Ribadeo y de Santa Marta, lo de Benavente, que era su Canciller mayor,, Alvar Páez de Soutomaior el vizconde de Monterrei, Juan de Zúñiga y probablemente también Fernán Pérez de Andrade, El Joven, así como el arzobispo Alonso II de Fonseca e incluso el propio conde de Lemos, a pesar de que los datos son escasos y contradictorios.

#### Posición del clero y tercero estamento en el conflicto entre Enrique y Alfonso
Al contrario que la nobleza gallega, el rey contó con el apoyo de la mayoría del clero gallego, incluido el episcopado, la excepción del arzobispo Fonseca. Enrique IV contó también con una amplia base popular, mayormente en villas y ciudades, sabedoras de que Enrique era el apoyo legal del movimiento Irmandiño.

### Nacimiento de las "Hermandades" en otros territorios de la corona de Castilla
Esta aguda crisis social y política favoreció el desarrollo de las Hermandades. Así, ya entre 1456 y 1460 varias villas de Guipúzcoa utilizaron la hermandad contra la nobleza local, arrasando un gran número de sus casas fuertes "porque façian y consentían muchos robos y malificios en lana tierra y en los caminos y en todos los logares". En 1464 una nueva Hermandad General castellana celebró su primera junta en Segovia. Esta hermandad permaneció inicialmente a raya de Enrique IV, que la utilizó contra los partidarios de su hermano Alfonso.

### Influencia de las "Hermandades" de otros territorios
El nacimiento de la "Hermandad General" de Castilla y León dio pie a la demanda de las ciudades leales a Enrique de extender las Hermandades al Reino de Galicia. Enrique IV permitió al final el surgimento de la "Santa Hermandad", seguramente con el propósito de debilitar la rebelión de la nobleza. Otro propósito de Enrique era, según Olivera Serrano, conseguir la contribución de Galicia a la Hacienda real, restituyendo además el derecho a voto en las Cortes de Galicia (derecho que habían perdido en las cortes de Madrid de 1419).
Alonso de Palencia, cronista oficial del reino de Castilla, comenta en 1477 la formación y actividad de la hermandad gallega, presentándola como la máxima realización de la Hermandad General de Castilla y León, y muestra su entusiasmo por la eficacia de su trabajo justiciero y anti-señorial, tomando fortificaciones consideradas inexpugnables.

## El comienzo de la Hermandad

### Precedentes
Ya entre 1454 y 1458 había existido otra hermandad en Galicia "quel te lo dice moy virtuoso rey don Enrrique mandó faser y se fiso por su mandato en lana çibdad de lana Cruña y villa de Betanços", a las que se unieron los ayuntamientos de Santiago, Noya y Muros, así como importantes señores gallegos (Bernal Yáñez de Moscoso, Pedro Bermúdez de Montaos o Sueiro Gómez de Soutomaior).
El comienzo de la Hermandad fue anterior a la gran guerra de la primavera de 1467, como prueban documentos y referencias de comienzos de 1465. Así, en febrero de 1465 se registra que Pedro Álvarez Osorio, conde de Lemos, cedía a su hijo a fortificación de Monforte, por le ser contrarias las hermandades de Galicia y, segundo declara el conde, "poderia ser quisessem tomar suas tierras y não era justo que su filho, siendo sem culpa e inocente, las perdesse".

### Aprobación de la Hermandad
Aparentemente, algunas de las villas gallegas más significativas, como La Coruña, Ferrol, Santiago, Lugo, Pontevedra o Betanzos, enviaron a sus representante para sancionar el nacimiento de la institución en Galicia. Lope García de Salazar afirma que fue Afonso de Lanzós quien canalizó la demanda, obteniendo de Enrique IV los capítulos de la "Hermandad".
Consta la presencia en las cortes de Salamanca, en mayo de 1465, del escribano Juan Blanco, procurador de Betanzos, que parece que obtuvo la demandada aprobación real.
Afonso Mosqueira, testigo del pleito Tabera - Fonseca, cuenta la presencia de Joan de Betresca, enviado del rey Enrique: 

Vido que fizieran juntar la gente de la dicha çiudad de La Coruña y de los cotos della, que heran seisçientos ombres, e vido que entre cada çien ombres puso un alcalde de hermandad, que traía bara y tenía cargo de mandar e gobernar la gente y las cosas que tocaban a la dicha hermandad e a la gobernaçión de la dicha çiudad e tierra.

### Consolidación e implantación
A principios de 1467, la Hermandad estaba ya organizada e implantada en su papel de ordenamiento y justicia. Una testigo de la implantación e integración en la Hermandad de varios señalados nobles gallegos es la demanda que, en febrero de 1467, presenta Teresa de Zúñiga, condesa de Santa Marta, ante dos representantes de la Hermandad General, que se habían comprometido a proceder contra los querelados Sancho López de Ulloa, Pedro Pardo de Cela y Diego de Andrade "según el tenor y la forma de los diez capítulos, leyes y ordenanzas de la Santa Hermandad". Además de eso, en la demanda también se indica que esta integración se había extendido no sólo a los nobles de sus fortificaciones, sino también a sus vasallos.

### El compromiso con la Hermandad de cabidos y ciudades
A principios de 1467 los compromisos de cabidos y ciudades habían sido ya expresados públicamente. El 14 de marzo, por ejemplo, el cabido y el ayuntamiento de Tuy habían jurado los capítulos de la Santa Yrmandade, y una semana más tarde designaron al canónigo Gonzalo Vázquez para asistir en su nombre a la junta de la Hermandad que se iba a celebrar en Medina del Campo.
A su vez, el 16 de marzo se registró un acuerdo del cabido compostelano de contribuir con "quatro mill maravedies de pares de blancas para aa arca de la Yrmandade", y el ayuntamiento de Orense, en abril, anticipó "viinte y çinco mill pares de blancas" para que la fortificación del Castelo Ramiro fuera entregada "aa Santa Yrmandade".
A esto se unieron otras reuniones o asambleas: en Santiago, después en Lugo, después en Mellid, y más tarde en Betanzos. Los pormenores de la revuelta se ultimaron en dichas reuniones; en la última hay registro de la asistencia de los señores Fernán Pérez de Andrade, El Joven, Sancho Sánchez de Ulloa y Gómez Pérez de las Mariñas I a los que se les solicitó la cesión de sus fortificaciones, "cada uno lanas suias, y qe lanas pedían para derribárselas porque dezían que de lanas te las dice fazían muchos males, porque robaban y tomaban a los hombres y los prendían". Esta exigencia representa la confirmación última de las intenciones ya presentes anteriormente, como indican las precauciones tomadas por el conde de Lemos que se mencionaron antes.

## Evolución de la revuelta

### Estallido de la revuelta

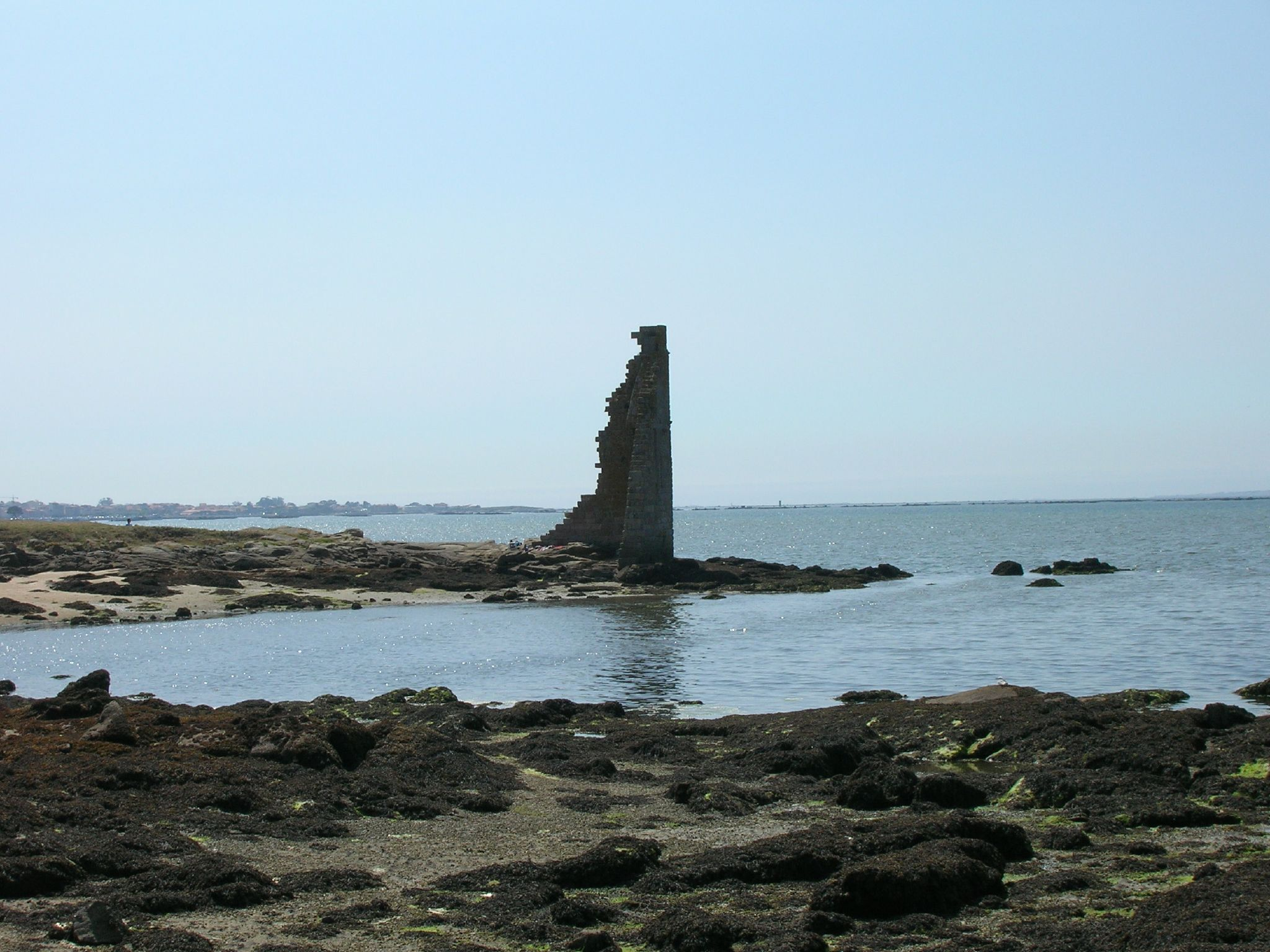
Torre de San Sadurniño, en Cambados, destruida entre 1466 y 1470 durante las revueltas irmandiñas.

En los principios de la primavera de 1467 llegó la revuelta general, cuando las Juntas de las Hermandades, organizadas en todas las comarcas gallegas, lanzaron la consigna contra las fortalezcas, símbolo del acoso señorial.
Las columnas irmandiñas, que una testigo del pleito Tabera - Fonseca cifra en ochenta mil omes, comenzaron a recorrer las comarcas, y con la fuerza de su número y el auxilio de impuestos, bombardas y otras armas, acabaron rindiendo la gran mayoría de los castillos y fortificaciones gallegas.
La revuelta estaba encabezada por figuras relevantes, incluidos caballeros e hidalgos, mismo parte de la aristocracia urbana. Entre ellos destacaron desde el principio Afonso de Lanzós, que luchó en la zona de Betanzos y en el obispado de Mondoñedo, Pedro Osorio en el área de Compostela, y Diego de Lemos, en el sur de Lugo y en Orense, y Lopo Marino de Lobeira. Como fecha simbólica, el 25 de abril de 1467 fue arrasada la primera fortificación, el Castillo Ramiro, cerca de Orense. La sorpresa del ataque fue decisiva en el triunfo irmandiño, así como el total abandono de los vasallos a los señores y, por tanto la falta de apoyo de estos para defenderse, volviéndose vanas las tentativas de la nobleza por resistir. Así, Lope García de Betanzos declara "pues toda lana gente de él te lo dice reino andaba en favor de lana te la dice hermandad y hera contra ellos y ellos en el tenían favor ninguno, porque sus mismos basallos eran contra sus señores...".

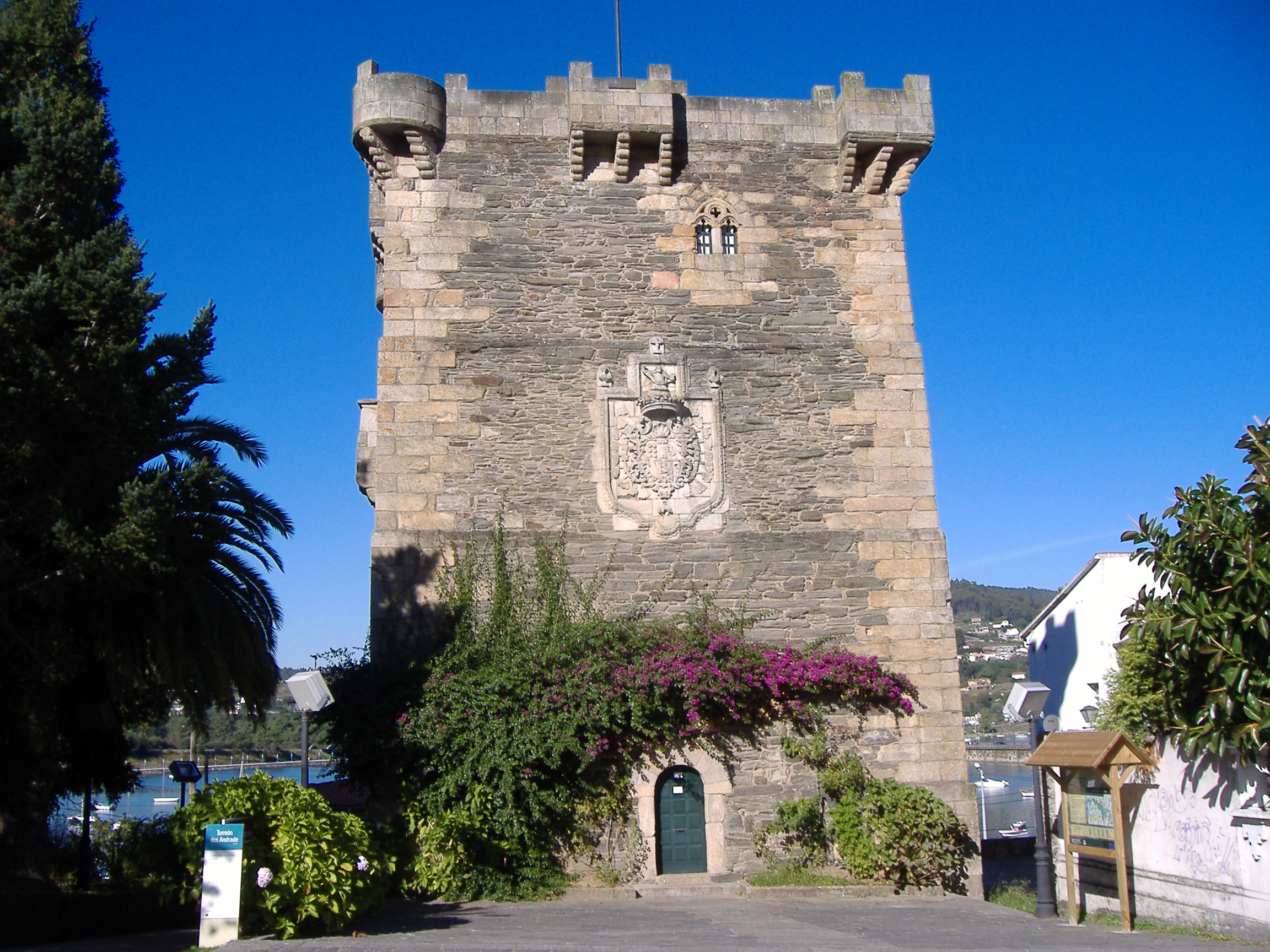
Torreón de los Andrade. Afonso de Lanzós, en el comando de los Irmandiños, se apoderó del castillo y de la villa de Puentedeume, conservándose en su posesión durante algún tiempo.

La mayoría de los nobles intentó huir de Galicia: Sancho de Ulloa y Diego de Andrade partieron para Castilla (si bien fueron interceptados por los combatientes de la condesa de Ribadavia, quien los encarceló durante dos años). El arzobispo Fonseca, que se hallaba en su destierro de Redondela, huyó también, primero para Castilla, y más tarde para Portugal. Para Portugal huyeron también otros como Juan de Zúñiga, Pedro Álvarez de Soutomaior o Juan de Pimentel. Algunos intentaron resistir, como Álvar Páez de Soutomaior, que se hizo fuerte en Tuy hasta que, poco antes de su muerte repentina, rindió la ciudad a los cinco mil irmandiños que la asediaban, como el conde de Lemos, que había salido victorioso en el principio, mas tuvo finalmente que huir para su castillo de Ponferrada; allí se refugió también su yerno, Pardo de Cela. Otros permanecieron escondidos por tierras gallegas, como Suero Gómez de Soutomaior, pariente de Álvar Páez. Gómez Pérez de las Mariñas encontró refugio en el monasterio de Samos, donde también se resguardó Alonso Osorio, heredero de la casa de Lemos. La fuga del conde de Lemos, la derrota del señor más poderoso de Galicia, simboliza la derrota de los señores "porque pues él conde de Lemos en el podiera defender lanas suias [las fortalezas] y se fuera para Castilla que menos lo podieran azer los otros".
La importancia de la fuga de Lemos es recogida también por los cronistas: "En corto tiempo los gallegos en el sólo arrancaron de lanas selvas a los facinerosos y los arrastraron al patíbulo, sino que se apoderaron de fortalezas tenidas por inexpugnables, y al conde de Lemos, él más poderoso de los Grandes de lana provincia, obligáronlo a huir y lee persiguieron asta él exterminio".

### Victoria y reconocimiento de la revuelta

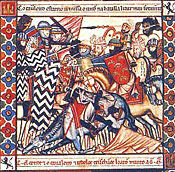
Escena de batalla medieval.

La victoria irmandiña fue rápida y completa. Los autores más próximos a estos acontecimientos relatan la lista de castillos, fortificaciones, simples torres o casas fuertes que fueron total o parcialmente derribadas. Su número, segundo calcula Lojo Piñeiro, puede llegar a 169. Se desconocen cuantas fortificaciones fueron entregadas pacíficamente a la Hermandad y cuantas debieron ser tomadas por la fuerza. En las declaraciones del pleito Tabera - Fonseca se indica que los irmandiños arrasaron mismo fortificaciones de caballeros participantes o simpatizantes de la Hermandad, y no solo fortificaciones de los señores, sino también casas-fuertes de fidalgos.
Destaca la aparente resolución irmandiña de no se vengarse con los señores derrotados y forajidos, algunos de ellos escondidos en monasterios y casas de antiguos vasallos.

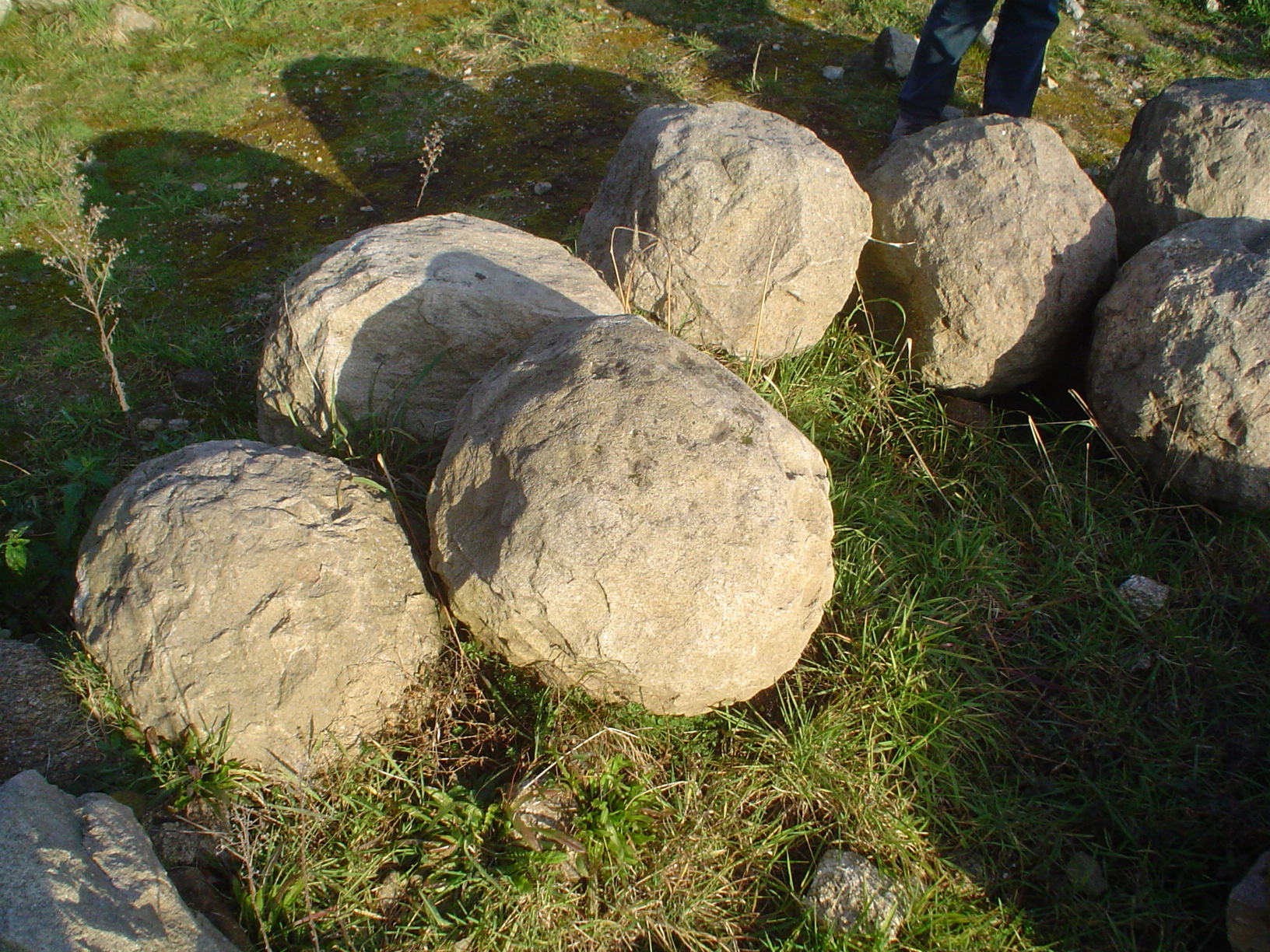
Proyectiles de catapulta en el castillo de la Roca Fuerte.

La respuesta de Enrique IV fue de claro apoyo, emitiendo una carta el 6 de julio diera año, donde da por buenos los arrasamentos hechos:

Así en el derribar de las dichas fortalesas que derribastes, como en el proçeder que proçedistes contra los malfechores, que aprovase e confirmase e oviese por bien fecho todo lo que fesistes en esta parte, segúnd e por la forma e manera que en ello proçedistéis, e yo tóvelo por bien e quiero e mando e me plase de aprovar e apruevo por la presente el derribamiento de aquellas fortalesas que vosotros derribastéis, de las quales se fasían robos e muertes e fuerças e otros males e daños, e eran receptadoras de los malfechores e defensores dellos e de los omes criminosos, e así mismo qualesquier otras cosas que por vía de justiçia avedes fecho e proçedido, e lo loo e apruevo e he por bien fecho.

Enrique IV pedía en ese incluso documento, a los alcaides de las fortificaciones gallegas que estaban sitiadas, debido a los males que desde ellas hacían, que "las den y entreguen la los alcaldes y diputados de lana Santa Hermandad de él te lo dice regno".
ES importante mencionar que, algunos meses antes de este reconocimiento y referéndum dado a las Hermandades, Enrique IV había tenido que requerir la reconducción de algunas actuaciones de las Hermandades contrarias a los intereses de la corona. Así, el 25 de abril pidió la devolución a Teresa de Zúñiga, condesa de Santa Marta, a su hijo, el conde Bernaldino Sarmiento y la Juan de Zúñiga, vizconde de Monterrey, de "qualesquier tierras y vasallos y fortalesas que lees tengades tomadas...". Del mismo modo, el 19 de junio exigió que devolvieran la villa y castillo de Monterrey a Pedro de Estúñiga, que primeramente le había sido arrebatada por su hermano Juan de Estúñiga, y a este más tarde por la Hermandad. Por eso ordenó a la Hermandad 

tornar e restituir, apoderándole en la posesión della, como a señor de la dicha villa, segúnd que antes que fuese desposeído la tenía, en lo qual me faréis agradable plaser e serviçio, por quanto el dicho Pedro de Estúñiga es mi servidor e ha de guardar las cosas complideras a mi serviçio e a la conservaçión e guarda y acreçentamiento de esa Santa Hermandad.

### Estructuración y armamento

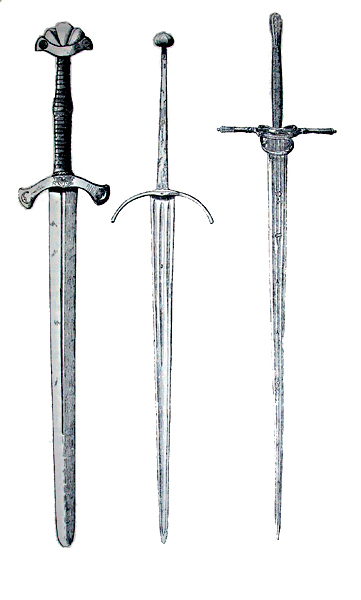
Espadas del período final de la Edad Media.

Los irmandiños habían formado ejércitos en las comarcas, que se juntaban para acometer grandes asedios o batallas, implicando o pretendiendo implicar en alguna ocasión al conjunto de Galicia. Existen pruebas de que la movilización fue bastante general en las ciudades y en el campo (se perdieron cogidas), por lo menos entre las personas comunes.
Es errónea la imagen de los irmandiños enfrentándose con aparatos agrícolas: contaban con experiencia militar previa en los ejércitos feudales, y tenían armas en sus moradas. La infantería y la escasa caballería de las milicias usarían las mismas armas que los ejércitos señoriales. Por otro lado, las villas contaban con armeros que las fabricaban.

### Evolución durante el triunfo de la revuelta
El interclasismo del seno de la Hermandad (nobleza alta y baja, clero, burgueses y campesinos) no permitió posiblemente mantener su unidad después del triunfo. En 1469 las diferencias entre los miembros de las diferentes juntas, entre algunas de ellas y entre los diversos grupos sociales integrados en ellas, se tradujeron en claras confrontaciones. En todo caso, el desenlace final de la revuelta irmandiña fue debido principalmente a circunstancias externas a Galicia. Básicamente influyeron dos hechos que tuvieron lugar en la segunda mitad de 1468: el fallecimiento del infante Alfonso, y la reconciliación de Enrique IV con la nobleza opositora mediante el pacto de los toros de Guisando, por el que Enrique reconocía como heredera del trono a su hermana Isabel de Castilla.

### El contraataque de los señores

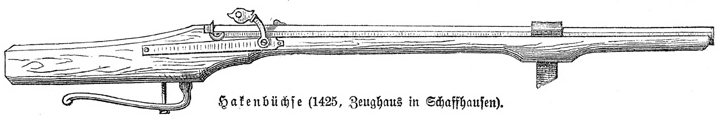
Los soldados de Pedro Álvarez usaban arcabuces en la Segunda Guerra irmandiña. Lo de la imagen es de 1425

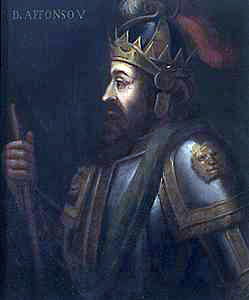
Alfonso V de Portugal, quien ayudó a Pedro Madruga.

Esta situación provocó que los señores gallegos prepararan su retorno, reorganizándose y procurando apoyos. Así, según Vasco de Aponte, en primavera de 1469 Pedro Álvarez de Soutomaior se reunió en Monção con el arzobispo Fonseca y con Juan Pimentel, acordando reunir sus tropas en las cercanías de Santiago de Compostela.
El acuerdo se llevó a cabo y, después de llegar estos bajo las órdenes de Soutomaior, que había entrado por Portugal al frente de 100 lanzas y unos 2000 peones (en su camino, junto al castro de la Framela, tuvo que hacer frente a cuatro o cinco mil villanos y, después de vencerlos, sorteó la ciudad de Pontevedra, donde se encontraban los irmandiños al mando de Lope Pérez Marino, hijo de Paio Marino de Lobera).
El ejército de Fonseca, Pimentel y Soutomaior, con un total de trescientas lanzas, entre castellanos, portugueses y gallegos, venció en la batalla de Balmalige (lugar aún indeterminado que aparece en la documentación del Pleito Tabera - Fonseca) posiblemente en el entorno del monte Almáciga a diez mil irmandiños comandos por Pedro Osorio. Esta victoria resultó al cabo decisiva, pues dos meses más tarde, en julio de 1469, la ciudad de Santiago se vio obligada a abrir las puertas al arzobispo "y después se conçertara con lana te la dice ciudad y lees juró sus costumbres y prebillegios de se los guardar y se lee había entregado lana te la dice ciudad".
Se unieron a este ejército las tropas de Fernán Pérez de Andrade, Sancho Sánchez de Ulloa, Lope Pérez de Moscoso y Gómez Pérez de las Mariñas. Entonces, desde Santiago de Compostela, se encaminaron hacia los dominios de Andrade. En el castro Gundián, se encontraron con un ejército irmandiño mandado por Afonso de Lanzós, que esperaba los refuerzos de Diego de Lemos. Mas la batalla comenzó sin llegar los refuerzos, y Alonso, luego de un breve parlamento con Pedro Álvarez de Soutomaior, optó por la retirada. La llegada posterior de los refuerzos, al mando de Diego de Lemos ya no tuvo consecuencias. Luego de esta nueva derrota, los señores liquidaron la resistencia irmandiña en aquella zona, aunque Pontedeume no fue entregada al de Andrade, sino al arzobispo, por decisión de Afonso de Lanzós, mortal enemigo del primero.
El conde de Lemos regresaba también a Galicia por El Bierzo, resistiendo a los irmandiños, capitaneados por el fidalgo berciense Álvaro Sánchez (al que después mandó matar con una saeta) y a las gentes de Álvaro Pérez Osorio, conde de Trastámara y ahora marqués de Astorga, que había apoyado la sublevación. Con el conde de Lemos parece que retornaron también Pedro Pardo de Cela, con Pedro Miranda, Pedro Bolaño y otros como Alonso López de Lemos, padre de Diego de Lemos. Los primeros, al parecer, atacaron los núcleos irmandiños de Lugo y su comarca; el último, por su parte, lo hizo contra los que ocupaban las tierras de Lemos, a los que parece que venció en la parroquia de Vilamelle, junto a Ferreira de Pantón, apoderándose de la villa de Monforte.
Sin embargo, los éxitos en campo abierto de la caballería feudal no existieron en el caso de las ciudades amuralladas, lo que obligó a los señores más importantes a pactar, ayudados después por algunos irmandiños, sin solución de continuidad, a combatir a los nuevos enemigos compartidos. Primero pactó el arzobispo Fonseca con Santiago de Compostela, Pontevedra y demás villas de la Terra de Santiago, y después el conde de Lemos con Orense y Allariz (contra el conde de Benavente).
El pacto de Fonseca con las ciudades irmandiñas de la Terra de Santiago es hecho sobre la base de que Fonseca respetara los usos y costumbres urbanas y el acuerdo de no reedificar las fortificaciones que le habían sido derribadas, lo que se reflejó más de medio siglo después en el pleito Tabera - Fonseca.
Aún durante los años 1470 y 1471 resistían las ciudades de La Coruña, Puentedeume, Vivero, Ribadavia, Lugo y Mondoñedo. En cualquier caso, en poco tiempo la mayor parte de la Hermandad fue derrotada, recuperando los grandes señores gallegos el control de sus antiguos dominios.

## Consecuencias
No se registraron "castigos ejemplares" de los vencedores sobre los vasallos que se rebelaron. Tal vez no fue "posible" por el carácter masivo del movimiento contra las fortificaciones y anti-señorial. Los portavoces posteriores de los vencedores, como Vasco de Atribúyete y Felipe de lana Gándara, tampoco dan fe de represalias. Tal vez contribuyó para la falta de represión el hecho de que previamente los irmandiños tampoco se habían vengado de los caballeros derrotados al lograr la victoria en 1467.
Tal vez fue el sentido práctico, que transluce en la célebre respuesta del conde de Lemos a Pardo de Cela. Cuando el mariscal lo instaba a "llenar los robles de vasallos [ahorcados]", el conde le respondió que "no se iba a mantener de robles".

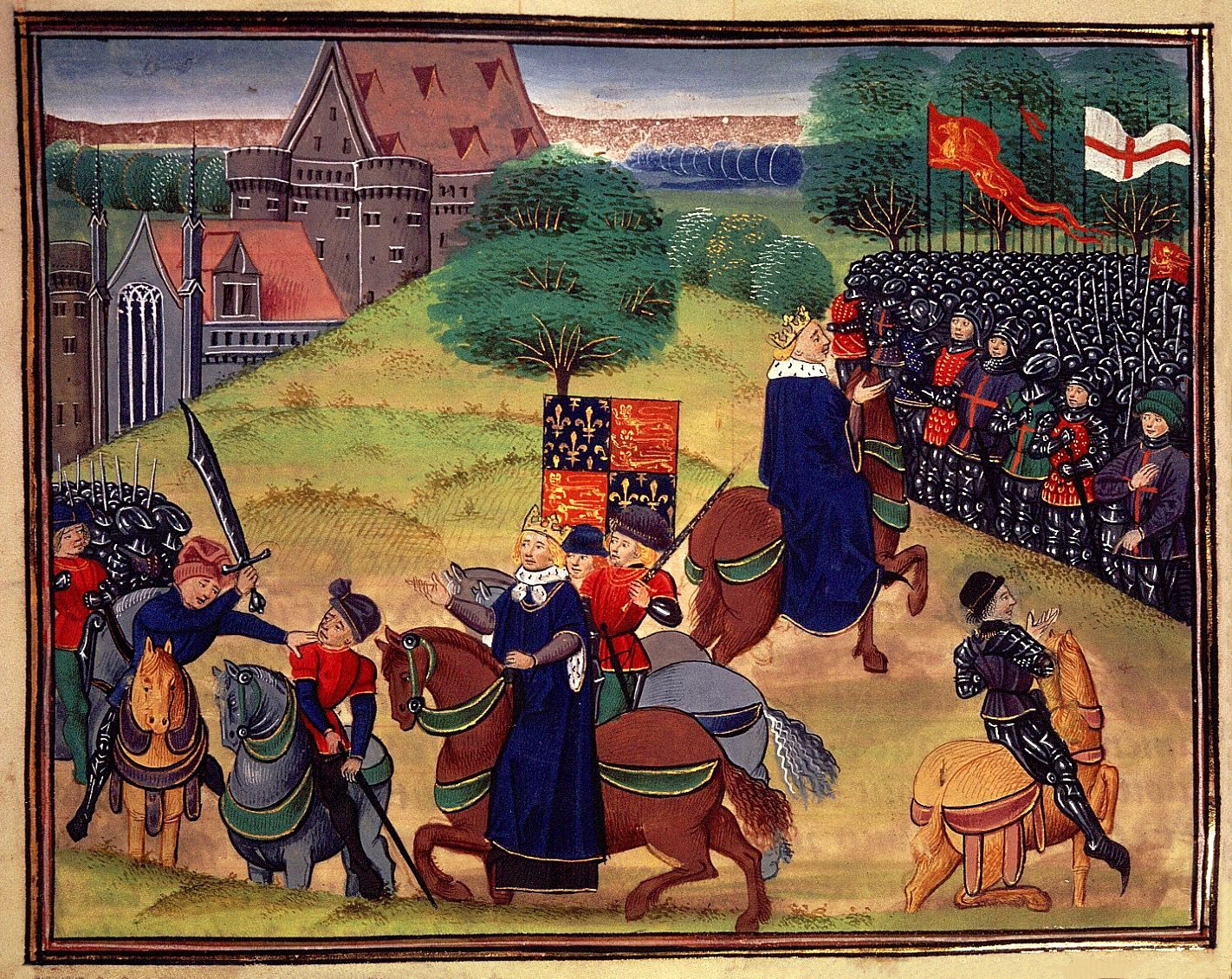
Fin de la Revuelta campesina de 1381 en Inglaterra. En el caso inglés, el final fue más grave para los campesinos: la mayoría de los líderes fueron capturados y ejecutados. Las concesiones iniciales fueron revocadas y el impuesto origen de la revuelta fue nuevamente introducido.

Couselo Bouzas indica que la mayor parte de las testigos al respeto del pleito Tabera - Fonseca se concentran en el ansia reconstrutora del conde de Lemos, que obligaba la serventías de dos o tres días por semana, para lo cual debían llevar carro y bueyes y satisfacer dos reales para pagar a los encargados de la dirección de las obras.
El coste principal fue en serventías, prestaciones personales que la mayoría de los señores impusieron a los vasallos para la reconstrucción de sus fortificaciones. Setenta y tres fortificaciones, menos de la mitad de las que fueron arrasadas, fueron reconstruidas.

## Influencias posteriores
Sin duda influyó en la decisión de los Reyes Católicos de pacificar el Reino de Galicia (decretando la Doma y castración del Reino de Galicia), forzando el arrasamento de las fortificaciones de los nobles rebeldes. La acción de los Reyes Católicos en Galicia fue (obviando por un momento a problemática cultural causada por ciertas acciones) en palabras de Fernando Lojo, "vista en la mentalidad colectiva como una auténtica liberación y el inicio de la pacificación del reino, objetivo que había buscado también, con menos resultado, la hermandad de 1467".
Hasta cierto punto la revolución Irmandiña tuvo influencia incluso en la creación en Castilla de un Estado Moderno por parte de los Reyes Católicos. En efecto, como indica Carlos Barros, un Estado Moderno, sujeto la una monarquía absolutista, sólo se puede imponer una vez que los grupos populares derribaron, irreversiblemente, las fortalezas, no sólo las físicas (fortificaciones), sino también éticas (consentimiento) del poder señorial.